# Taubergrund bei Creglingen
Das FFH-Gebiet Taubergrund bei Creglingen ist ein 2005 vom Regierungspräsidium Stuttgart nach der Richtlinie 92/43/EWG (Fauna-Flora-Habitat-Richtlinie) ausgewiesenes Schutzgebiet (Schutzgebietskennung DE-6526-341) bei Creglingen im Main-Tauber-Kreis im fränkisch geprägten Nordosten Baden-Württembergs. Das FFH-Gebiet ist Bestandteil des europäischen Schutzgebietsnetzes Natura 2000. Mit Verordnung des Regierungspräsidiums Stuttgart zur Festlegung der Gebiete von gemeinschaftlicher Bedeutung vom 30. Oktober 2018 (in Kraft getreten am 11. Januar 2019), wurde das Schutzgebiet ausgewiesen.

## Beschreibung
Das FFH-Gebiet umfasst überwiegend süd- bis südwestexponierte Steinriegelhänge im Steinachtal und im Taubertal bei Creglingen, südlich der Tauber artenreiche Laubwälder, Tauber, Rind- und Herrgottsbach als naturnahe Fließgewässer sowie zwei Halbhöhlen.

## Schutzzweck
Folgende Lebensraumtypen nach Anhang I der FFH-Richtlinie kommen im Gebiet vor:
- Kalktuffquellen
- Kalk-(Halb-)Trockenrasen und ihre Verbuschungsstadien (* orchideenreiche Bestände)
- Feuchte Hochstaudenfluren
- Magere Flachland-Mähwiesen
- Erlen-Eschen- und Weichholzauenwälder
- Nicht touristisch erschlossene Höhlen
- Waldmeister-Buchenwälder
- Orchideen-Kalk-Buchenwälder
- Basenreiche oder Kalk-Pionierrasen
- Fließgewässer mit flutender Wasservegetation